# Estació de Bellvitge-Gornal / Gornal
|  | Per a l'estació de metro de Barcelona de la L9 i L10 vegeu Estació de Can Tries - Gornal |

Bellvige | Gornal i Gornal són dues estacions de ferrocarril, que formen un intercanviador tot i no haver-hi un enllaç directe, a la població de l'Hospitalet de Llobregat entre els barris de Bellvitge i el Gornal. L'estació de Bellvitge | Gornal d'ADIF es troba a la línia Barcelona-Vilanova-Valls per on circulen trens de les línies R2, R2 Nord i R2 Sud de Rodalies de Catalunya operat per Renfe Operadora. L'estació del Gornal de Ferrocarrils de la Generalitat de Catalunya es troba a la línia Llobregat-Anoia per on transcorren les línies L8, S3, S4, S8, S9, R5, R6, R50 i R60.
L'any 2016 l'estació d'ADIF de Bellvitge va registrar l'entrada de 833.000 passatgers. L'estació de Gornal dels Ferrocarrils de la Generalitat de Catalunya en va registrar 675.950.

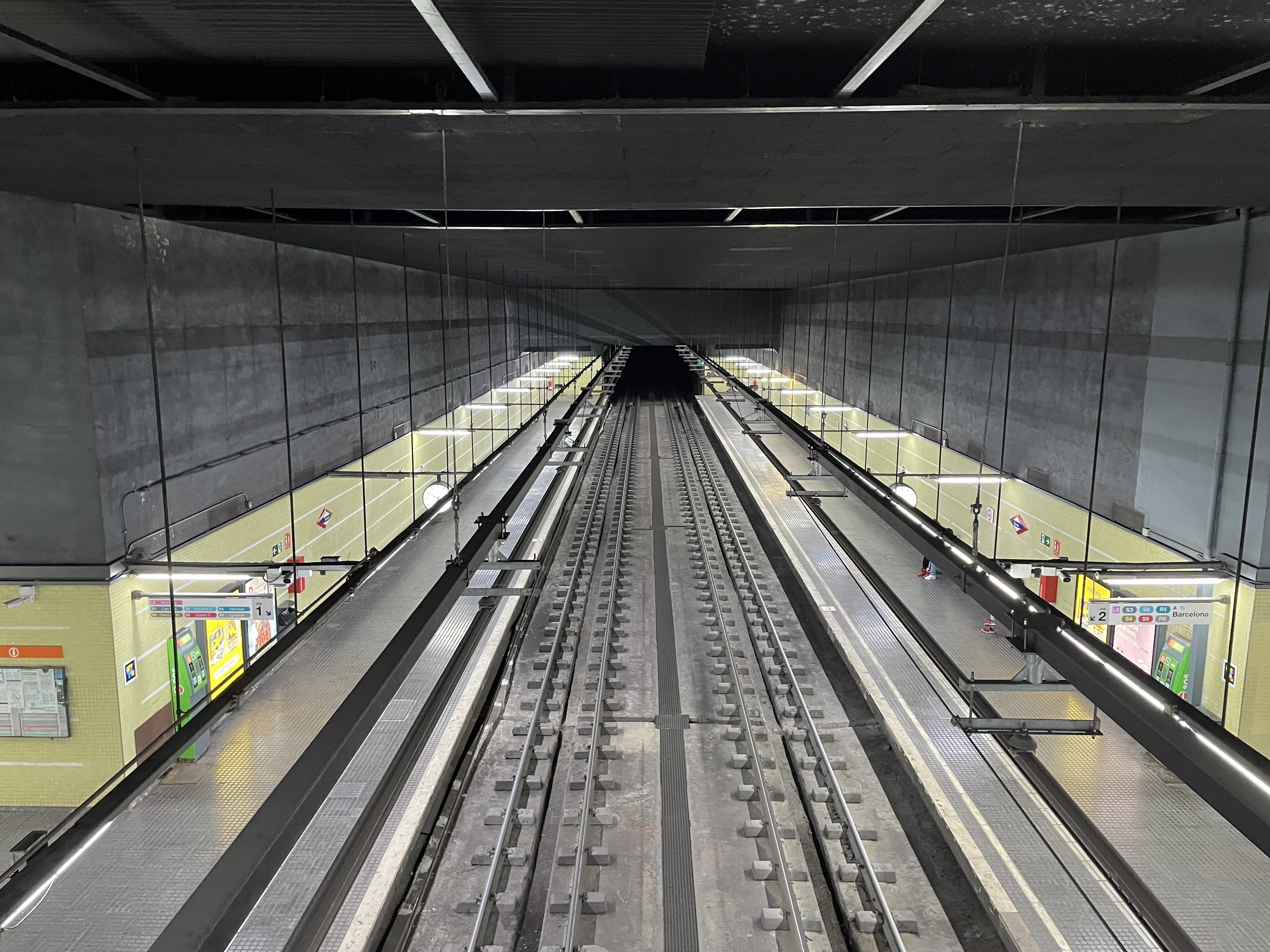
L'estació del Gornal (FGC).

## Situació ferroviària
L'estació d'Adif es troba al punt quilomètric 671,9 de la línia d'ample ibèric Madrid-Móra-Reus-Roda-Barcelona. Actualment les instal·lacions compten amb tres vies electrificades i dues andanes.
Per part d'FGC, l'estació de la línia Llobregat-Anoia se situa al punt quilomètric 1,94. La via és doble i electrificada i les andanes són laterals.

## Història
L'estació de Bellvitge es va inaugurar l'any 1977, parant-hi els trens a l'aeroport a partir de 1983, tot i que aquest tram de la línia de Vilanova va entrar en servei l'any 1887 quan es va inaugurar un ramal que naixia després del Pont del Llobregat fins a la Bordeta, per unificar la línia de Vilanova amb la línia de Vilafranca, així els trens van deixar de passar per la carretera del Morrot, per passar per l'actual traçat per Bellvitge. Al segle xx es van fer obres a la línia per duplicar les vies.
L'estació de Gornal es va obrir el 1987 quan es va soterrar el tram de la línia entre Ildefons Cerdà i Sant Josep.
A l'octubre de 2007 es van aturar els serveis ferroviaris tant de Renfe i de FGC després de diversos esvorancs a la zona i del moviment d'un mur-pantalla que van afectar la línia de Vilanova i a la línia de Llobregat-Anoia, a causa de les obres de construcció de la línia d'alta velocitat Madrid - Saragossa - Barcelona - Frontera Francesa. El 26 d'octubre s'enfonsà un tram de deu metres de llarg de l'andana de Bellvitge. Incident que no va provocar cap dany personal, ja que l'estació es veia tancada pel tall. I fruit d'aquest accident Adif va paralitzar l'excavació del túnel de l'AVE a l'Hospitalet de Llobregat. Els serveis de rodalies no es van reprendre fins a 40 dies més tard i els de FGC després de 4 mesos.
L'any 2020 a l'estació de Bellvitge es renovaren les andanes, marquesines i els accesos després d'uns treballs de canvi d'operabilitat a les vies. Tanmateix l'estació passà a ser accesible amb l'instal·lació d'ascensors. Dos anys més tard, ATM va reanomenar l'estació de Rodalies, passant-se a anomenar Bellvitge | Gornal.

## Serveis ferroviaris

### Rodalies de Catalunya
Bellvitge forma part de les línies de rodalia R2, R2 Nord i R2 Sud, operades per Renfe Operadora.
| Procedència/Destinació                      | <                    | Línia | >               | Procedència/Destinació       |
| ------------------------------------------- | -------------------- | ----- | --------------- | ---------------------------- |
| Rodalia de Barcelona                        |                      |       |                 |                              |
| Castelldefels                               | El Prat de Llobregat |       | Barcelona-Sants | Granollers Centre            |
| Aeroport                                    | El Prat de Llobregat |       | Barcelona-Sants | Sant Celoni Maçanet-Massanes |
| Sant Vicenç de Calders Vilanova i la Geltrú | El Prat de Llobregat |       | Barcelona-Sants | Estació de França            |

### Ferrocarrils de la Generalitat de Catalunya
L'estació de Gornal forma part de la línia 8 del metro de Barcelona i de totes les línies suburbanes i de rodalia de la línia Llobregat-Anoia.
| Línia Llobregat-Anoia de FGC |                |                     |            |                                |
| Procedència/Destinació       | <              | Línia               | >          | Procedència/Destinació         |
| Barcelona - Pl. Espanya      | Europa \| Fira |                     | Sant Josep | Molí Nou \| Ciutat Cooperativa |
| Barcelona - Pl. Espanya      | Europa \| Fira | Can Ros             | Sant Josep |                                |
| Barcelona - Pl. Espanya      | Europa \| Fira | Olesa de Montserrat | Sant Josep |                                |
| Barcelona - Pl. Espanya      | Europa \| Fira | Martorell-Enllaç    | Sant Josep |                                |
| Barcelona - Pl. Espanya      | Europa \| Fira | Quatre Camins       | Sant Josep |                                |
| Barcelona - Pl. Espanya      | Europa \| Fira | Manresa-Baixador    | Sant Josep |                                |
| Barcelona - Pl. Espanya      | Europa \| Fira | Igualada            | Sant Josep |                                |
| Barcelona - Pl. Espanya      | Europa \| Fira | Manresa-Baixador    | Sant Josep |                                |
| Barcelona - Pl. Espanya      | Europa \| Fira | Igualada            | Sant Josep |                                |

## Accessos
- Avinguda de Carmen Amaya (FGC)
- Avinguda de Vilanova (Adif)
- Avinguda d'Amèrica (Adif)

## Futur
L'any 2005 el Ministeri de Foment d'Espanya va anunciar un projecte per soterrar 1,3 km de vies. Projecte en el qual no apareixia el baixador de Bellvitge tot hi afectar les vies d'aquest. El Ministeri va al·legar que era incompatible amb el soterrament i la construcció de l'estació intermodal de la Torrassa, cosa que va ocasionar queixes veïnals i posteriorment el llavors alcalde de l'Hospitalet, Celestino Corbacho, va anunciar que finalment si es faria. Finalment les vies que creuen els barris de Bellvitge, el Gornal, Sant Josep, Santa Eulàlia i la Torrassa, se soterraran en 4,3 km en un túnel des de la Ronda Litoral fins a la zona més pròxima al límit amb Barcelona.

## Galeria d'imatges

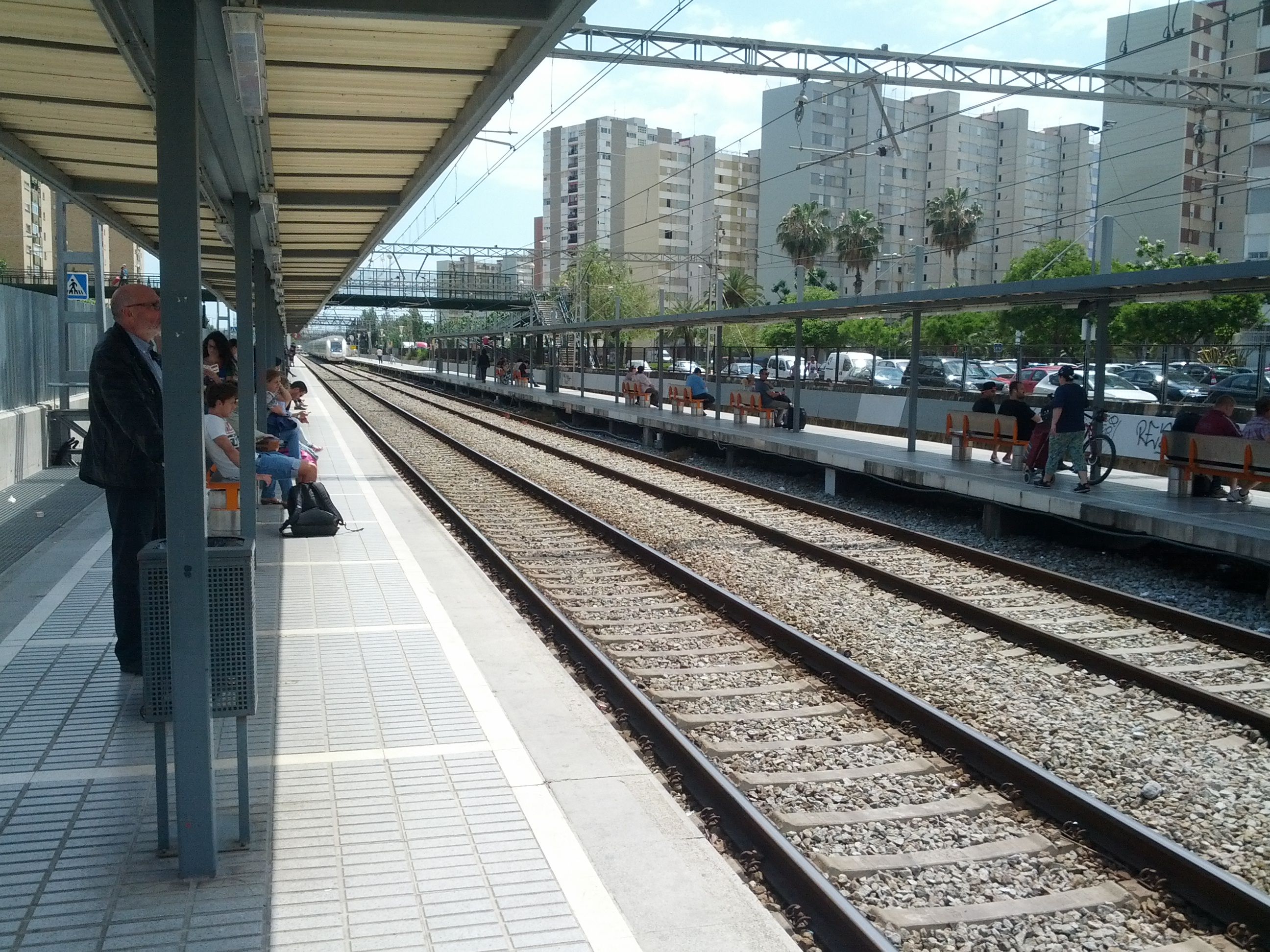
Les andanes al 2015 a l'estació
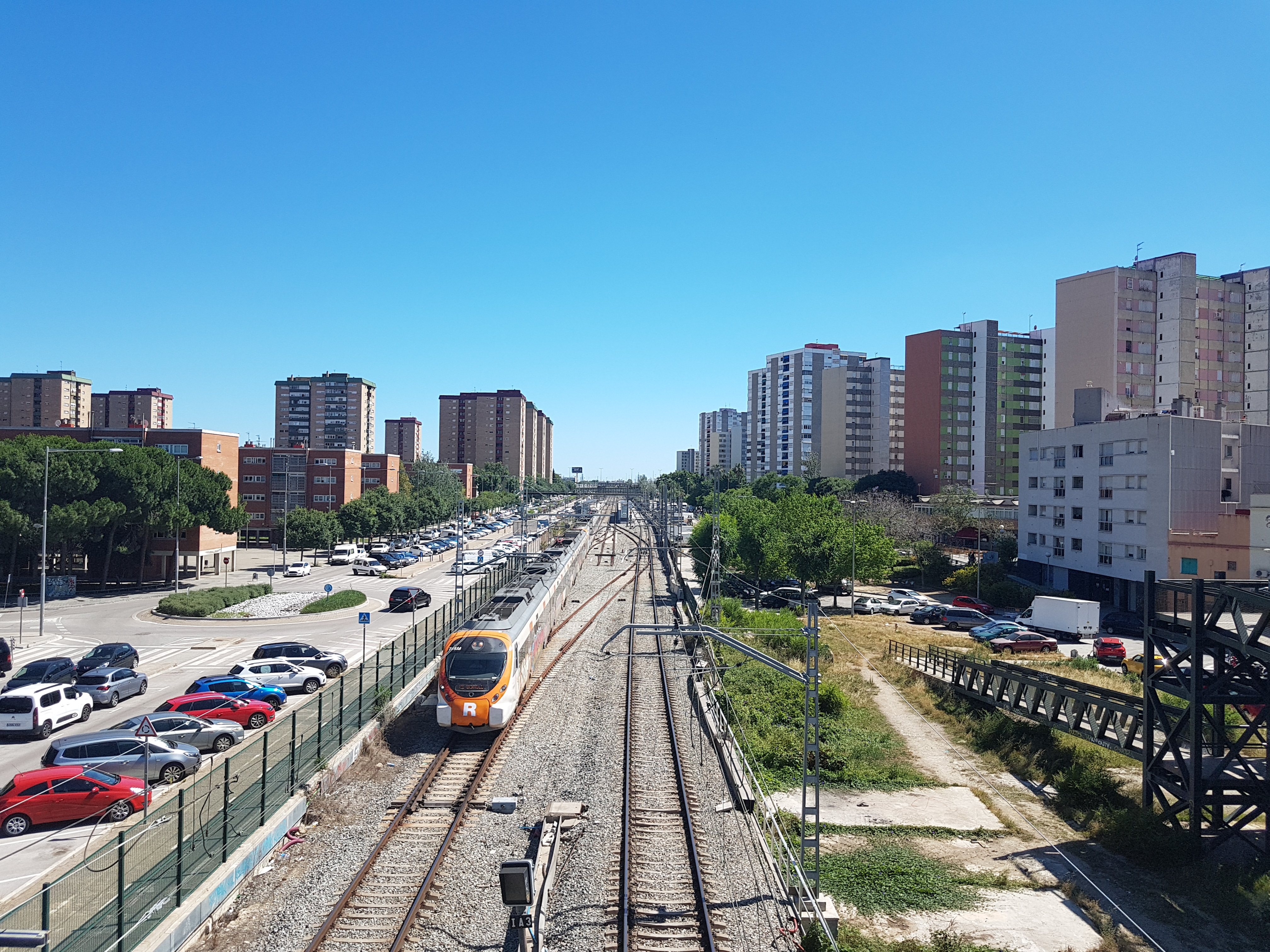
Doble unitat Civia en servei R2 Granollers surt de l'estació
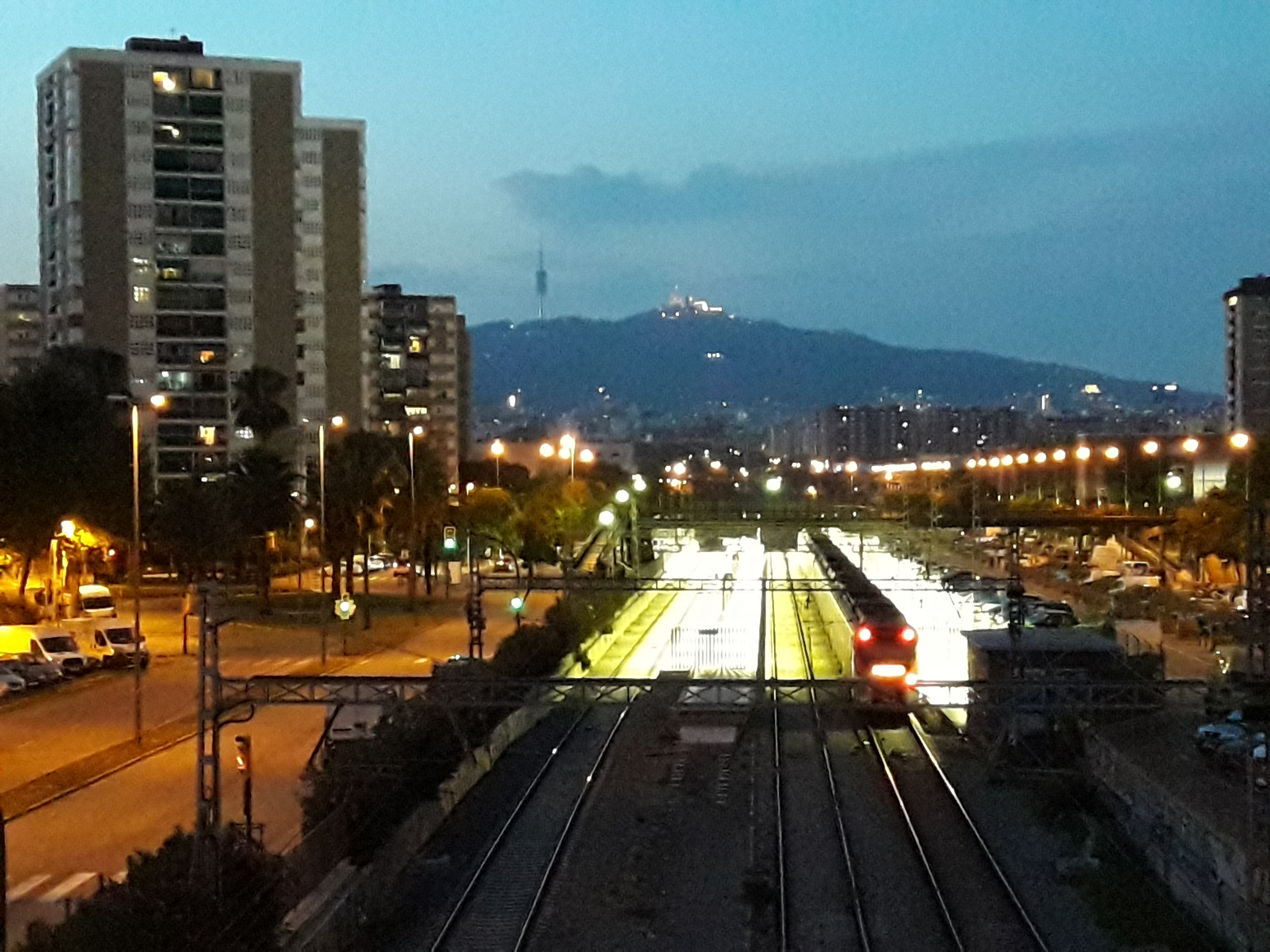
L'estació de Bellvitge al capvespre